# Viva Hate
Viva Hate es el álbum debut de Morrissey como solista tras la separación de The Smiths, lanzado el 14 de marzo de 1988. El álbum tuvo más éxito que sus anteriores trabajos con The Smiths. Este álbum fue publicado 6 meses después del último trabajo de The Smiths, Strangeways, Here We Come

## Antecedentes
Viva Hate se grabó entre octubre y diciembre de 1987. Aunque toda la composición se atribuye a Morrissey y al productor Stephen Street, el guitarrista de Durutti Column, Vini Reilly, que había sido reclutado en las sesiones por Street, afirmó posteriormente que todas las canciones del álbum, excepto "Suedehead", habían sido compuestas por Morrissey y Reilly. Street ha negado esto. En una entrevista en 2014 Vini Reilly dijo "Quiero hablar de Stephen Street sobre quien he dicho cosas equivocadas en el pasado; esto no es una excusa, es un hecho, he sufrido de lo que llaman "ira desplazada" y esto es donde estás muy enojado contigo mismo y no entiendes, sólo gritas a la gente que realmente te importa."

## Lanzamiento
Viva Hate fue lanzado el 14 de marzo de 1988 por la discográfica HMV
El álbum causó gran polémica en el Reino Unido , pues la canción "Margaret on the Guillotine" describía la muerte de la en aquel entonces primera ministra Margaret Thatcher como "un hermoso sueño"
El álbum fue certificado como oro por la RIAA el 16 de noviembre de 1993
EMI Australia consideró que Viva Hate era un título demasiado duro y rebautizó el álbum Education in Reverse para su publicación en LP en Australia y Nueva Zelanda, el mismo título que aparece como grabado en el vinilo.
La edición estadounidense incluyó el tema "Hairdresser on Fire", que se había publicado en el Reino Unido como cara B de "Suedehead", como pista 9. Este mismo tema se publicó en un disco de 7 pulgadas. Este mismo tema se publicó en un sencillo de 7" que se vendió con el álbum en Japón.
En 1997, EMI, para celebrar su centenario, publicó una edición especial remasterizada de este álbum en el Reino Unido. Presenta un arte de portada diferente y un libreto distinto (tiene una fotografía de una valla publicitaria del álbum en directo Beethoven Was Deaf y deja caer las letras), así como ocho temas extra, de los cuales sólo uno era contemporáneo del álbum. "Hairdresser on Fire" no aparece en esta versión.
El 2 de abril de 2012 salió a la venta una nueva edición especial remasterizada de Viva Hate, supervisada por Stephen Street. Esta edición omite de forma controvertida, junto con el nombre de Vini Reilly, uno de los temas del álbum original, "The Ordinary Boys", e incluye la toma descartada de la sesión "Treat Me Like a Human Being". Además, se ha cambiado el fadeout extendido de "Late Night, Maudlin Street". Stephen Street ha dicho que estos cambios fueron un error, pero que la selección de temas se cambió por insistencia de Morrissey. Además, se cambió el tipo de letra de la portada.

## Recepción de la crítica
Viva Hate fue generalmente bien recibido por la crítica musical. Rolling Stone calificó el álbum como "un asunto ajustado y bastante disciplinado", comparando su sonido con el de los Smiths. En su reseña retrospectiva, Pitchfork calificó el álbum como "uno de los discos más interesantes de Morrissey, y ciertamente su más arriesgado", y que su "extraña mezcla de pompa y languidez mínima hace de Viva Hate el único LP de Morrissey que considerarías escuchar sólo por su música".
Una crítica negativa vino de Spin, que escribió "sin el guitarrista/compositor Johnny Marr a su lado, el mahatma del mope rock parece haber salido a dar un buen paseo deprimente sin darse cuenta de que no tenía ni un punto que ponerse".
Viva Hate fue catalogado por Q como uno de los 50 mejores álbumes de 1988. El álbum también fue incluido en el libro 1001 Albums You Must Hear Before You Die.

## Lista de canciones
1. "Alsatian Cousin"
2. "Little Man, What Now?"
3. "Everyday Is Like Sunday"
4. "Bengali in Platforms"
5. "Angel, Angel, Down We Go Together"
6. "Late Night, Maudlin Street"
7. "Suedehead"
8. "Break Up the Family"
9. "Hairdresser on Fire"
10. "The Ordinary Boys"
11. "I Don't Mind if You Forget Me"
12. "Dial-a-Cliché"
13. "Margaret on the Guillotine"